# أنجلينا دانيلوفا
أنجلينا سيرجيفنا دانيلوفا (بالروسية: Ангелина Сергеевна Данилова؛ 28 ديسمبر 1996) مغنية وعارضة ازياء وممثلة وشخصية تلفزيونية روسية تحت وكالة ذا بريزم إنترتينمنت. قدمت أول ظهور موسيقي فردي لها مع الأغنية الرقمية «كما أنت» في 17 يناير 2020. حصلت على جائزة الزهرة الحجرية الكورية لعام 2018 لعملها في الترويج لكوريا في العالم.

## السيرة الذاتية

### نشأتها وتعليمها
ولدت دانيلوفا في سانت بطرسبرغ، روسيا. درست التصميم الداخلي في جامعة ولاية سانت بطرسبرغ للتكنولوجيا الصناعية والتصميم. تتحدث دانيلوفا خمس لغات: الروسية والإنجليزية والصربية والكورية والإيطالية.

### المهنة والشهرة على مواقع التواصل
دانيلوفا تحمّل مقاطع فيديو إلى قناتها على اليوتيوب (تجمع حاليًا لديها أكثر من 200 ألف مشترك). تتكون مقاطع الفيديو الخاصة بها بشكل أساسي من مدونات الفيديو ودروس المكياج والأغاني. وقد ذكرت هواياتها ما يلي: الرقص والغناء ولعب القيثارة والاستماع إلى الموسيقى والأزياء والسفر وركوب الخيل والتزلج على الجليد والتزلج الشراعي على الأمواج ورسم وتصوير مقاطع الفيديو، وتطمح إلى التأليف الموسيقي.
بدأ اهتمام دانيلوفا بالثقافة الكورية عندما شاهدت مقطع فيديو من قناة فاين بردرز إنترتينمنت بعنوان «يوتيوبيون يهتمون بالبوب الكوري» (بالإنجليزية: YouTubers React to K-pop) 
في عام 2015، بدأت دانيلوفا في الارتفاع الصاعد للشهرة عندما أعادت مستخدم كوري بنشر صورتها من عام 2014 إلى موقع التواصل الاجتماعي الكوري «نايفر» مع عبارة «عارضة أزياء روسية تريد الزواج من رجل كوري». سرعان ما انتشر المنشور في كوريا الجنوبية عبر الكثير من المنصات الإعلامية.
في عام 2016، استكشفت باليت ميديا دانيلوفا من خلال إنستغرام، ودعتها للقدوم إلى كوريا الجنوبية كعضوة رئيسية في البرنامج الواقعي بابل 250 (بالإنجليزية: Babel 250) ، حيث عاشت مع ستة مشاركين آخرين من جميع أنحاء العالم وحاولت إقامة صداقات أثناء كسرها للحواجز الثقافية واللغوية.
منذ ظهورها في البرنامج، التقت دانيلوفا بنجاح في الإعلام الكوري وظهرت في أكثر من 10 برامج تلفزيونية في فترة 3 سنوات. وقد ظهرت في عدة حملات لعرض الأزياء ومقاطع الفيديو الموسيقية. في عام 2018، ظهرت بدور سيندريلا في فيلم نيو أولد ستوري.
أصبحت وجها رسميا لـ«حكاية الممالك الخمس»، وهي لعبة محمولة من تطوير كرياتيف لاب 4:33، بالإضافة إلى كونها عارضة لعلامة تجارية لمستحضرات التجميل بانليا كو، إلى جانب تايون من غيرلز جينيريشن.
في 18 أبريل 2019، تعاونت دانيلوفا في الأغنية الرقمية الثانية لـ ون جانغ، «آسف».
في 14 يناير 2020، أصدرت دانيلوفا مقطعًا تشويقيًا على إنستغرام لإعلان أول ظهور لها كمغنية فردية  ظهرت لأول مرة مع الأغنية الرقمية الفردية «كما أنت» في 17 يناير 2020.
اعتبارًا من يوليو 2020، كان لدى دانيلوفا أكثر من مليون متابع على صفحتها على إنستغرام ، والكثيرون منهم ليسوا كوريين. كان التأثير الذي تمارسه دانيلوفا في الترويج للثقافة الكورية عبر الإنترنت عاملاً مساهماً في انتشار موجة هاليو عبر وسائل التواصل الاجتماعي الغربية.

## جدل
في عام 2018، غادرت دانيلوفا باليت ميديا وانضمت إلى وكالتها الحالية بريزم إنترتينمنت. اتهمتها باليت ميديا بالاحتيال، وقدمت شكوى إلى مكتب المدعي العام في سول ضد دانيلوفا، متهمة إياها بالفشل في الوفاء بالتزاماتها التعاقدية وتوقيع عقد مع وكالة أخرى دون موافقة باليت ميديا. زعمت باليت ميديا أنها وقعو عقدًا حصريًا لمدة ثلاث سنوات (2016-2019) مع دانيلوفا، التي اشتهرت على وسائل التواصل الاجتماعي باعتبارها «أجمل مشجعة البوب الكوري». زعمت باليت ميديا أن دانيلوفا شاركت في أحداث ترويجية وحصلت على رعاية في عدة مناسبات دون إذن من الوكالة. على صعيد منفصل قالت الوكالة إنها رفعت دعوى تعويض ضدها بسبب «أنشطتها التجارية غير القانونية».
على الجانب المقابل أشارت وكالة بريزم إنترتينمنت إلى أن باليت لم يكن لديها المؤهلات الأساسية للعمل كشركة ترفيه، وكان لديها مشاكل مثل عدم الرغبة في مشاركة تفاصيل العقد وتفاصيل الدفع غير الواضحة والدعم الإداري غير الكافي.

## روابط خارجية
- أنجلينا دانيلوفا على موقع IMDb (الإنجليزية)
- أنجلينا دانيلوفا على موقع روتن توميتوز (الإنجليزية)
- أنجلينا دانيلوفا على موقع ميوزك برينز (الإنجليزية)
- أنجلينا دانيلوفا على موقع أول ميوزيك (الإنجليزية)
- أنجلينا دانيلوفا على موقع ديسكوغز (الإنجليزية)
- أنجلينا دانيلوفا على موقع قاعدة بيانات الفيلم (الإنجليزية)
- أنجلينا دانيلوفا على موقع كينوبويسك (الروسية)
- أنجلينا سيرجيفنا دانيلوفا على اليوتيوب.